# Cositas Buenas
Albums de Paco de Lucía
Luzia
(1998) En vivo. Conciertos España
(2011)
Cositas buenas est un album du guitariste de flamenco Paco de Lucía publié en 2004.
Paco de Lucía a utilisé pour l'enregistrement de l'album une guitare du luthier de Grenade Vicente Carrillo, sauf pour le titre Volar pour lequel il a utilisé une guitare du luthier Lester Devoe.
L'album a obtenu le Prix du Meilleur Album de Flamenco aux Latin Grammy Awards 2004, puis a été élu « album Latin Jazz » de l'année aux Billboard Latin Awards 2005.

## Titres
| No | Titre                                                                                            | Musique                          | Durée |
| -- | ------------------------------------------------------------------------------------------------ | -------------------------------- | ----- |
| 1. | Patio Custodio (Bulería) (chant : Montse Cortés)                                                 | Paco de Lucía                    | 4.44  |
| 2. | Cositas buenas (Tangos) (chant : Tana)                                                           | Paco de Lucía                    | 4.23  |
| 3. | Antonia (Bulería por Soleá) (chant : Paco)                                                       | Paco de Lucía                    | 6.28  |
| 4. | El Dengue (Rumba) (guitare : Juan d'Anyelica et Paco de Lucía)                                   | Juan d'Anyelica et Paco de Lucía | 4.03  |
| 5. | Volar (Bulería) (chant : Tana, Potito et Paco)                                                   | Paco de Lucía                    | 5.30  |
| 6. | El Tesorillo (Tientos) (chant : Diego el Cigala, voix féminine : Ángela Bautista)                | Paco de Lucía                    | 4.39  |
| 7. | Que Venga el Alba (Bulería) (chant : Camarón de la Isla, guitare : Tomatito et Paco de Lucía)    | Paco de Lucía                    | 4.11  |
| 8. | Casa Bernardo (Rumba) (participation: Alejandro Sanz et Alain Pérez, trompette : Jerry González) | Paco de Lucía                    | 4.12  |

## Musiciens
- Paco de Lucía : guitare, oud, bouzouki et mandoline
- Piraña : percussions
- Guadiana, Antonio el Negro, Montse Cortés, Tana, Potito, Ángela Bautista et Paco : chœurs et palmas